# Edwin Markham
Edwin Markham, narozen jako Charles Edward Anson Markham, (23. dubna 1852, Oregon City, USA – 7. března 1940) byl americký básník.

## Životopis
Edwin Markham se narodil v Oregonu jako nejmladší z 10 dětí. Jeho rodiče se rozvedli krátce po jeho narození. Od 12 let pracoval na rodinné farmě v Lagoon Valley, ležícím severozápadně od San Francisca, kam se jeho matka přestěhovala. Ačkoli si nepřála, aby získal vyšší vzdělání, studoval literaturu na California College ve městě Vacaville. V roce 1872 absolvoval San Jose State Normal School a o rok později dokončil studium klasické literatury na Christian College v kalifornském Santa Rosa.
Když mu bylo zhruba 43 let, začal používat jméno Edwin.
Byl třikrát ženat; potřetí se ženil v roce 1898, kdy se jeho ženou stala Anna Catherina Murphy (1859–1938), o rok později se jim narodil syn. Přestěhovali se do Ria de Janeira, pak do New Yorku.
Edwin Markham shromáždil velmi rozsáhlou knihovnu, která v době jeho smrti čítala více než 15 tisíc knih. Odkázal ji Wagner College v New Yorku.
| „                                              | He drew a circle that shut me out — Heretic, rebel, a thing to flout. But Love and I had the wit to win: We drew a circle that took him in. | “ |
| — z básně Outwitted in: The shoes of Happiness | |   |

## Dílo
Sbírky poezie
- The Man With the Hoe and Other Poems (1899)
- Lincoln and Other Poems (1901)
- The Shoes of Happiness and Other Poems (1913)
- Gates of Paradise (1920)
- Eighty Poems at Eighty (1932)
- The Ballad of the Gallows Bird (1960)

Próza
- Children in Bondage (1914)
- California the Wonderful (1914)